# Einjähriges Rispengras
Das Einjährige Rispengras (Poa annua; Syn. Ochlopoa annua (L.) H.Scholz) ist wahrscheinlich das am weitesten verbreitete und häufigste Süßgras überhaupt. Während die anderen Arten der Gattung der Rispengräser (Poa) ausdauernde krautige Pflanzen sind, ist dieses einjährig, aber es kann unter günstigen Umständen auch überwintern.

## Beschreibung

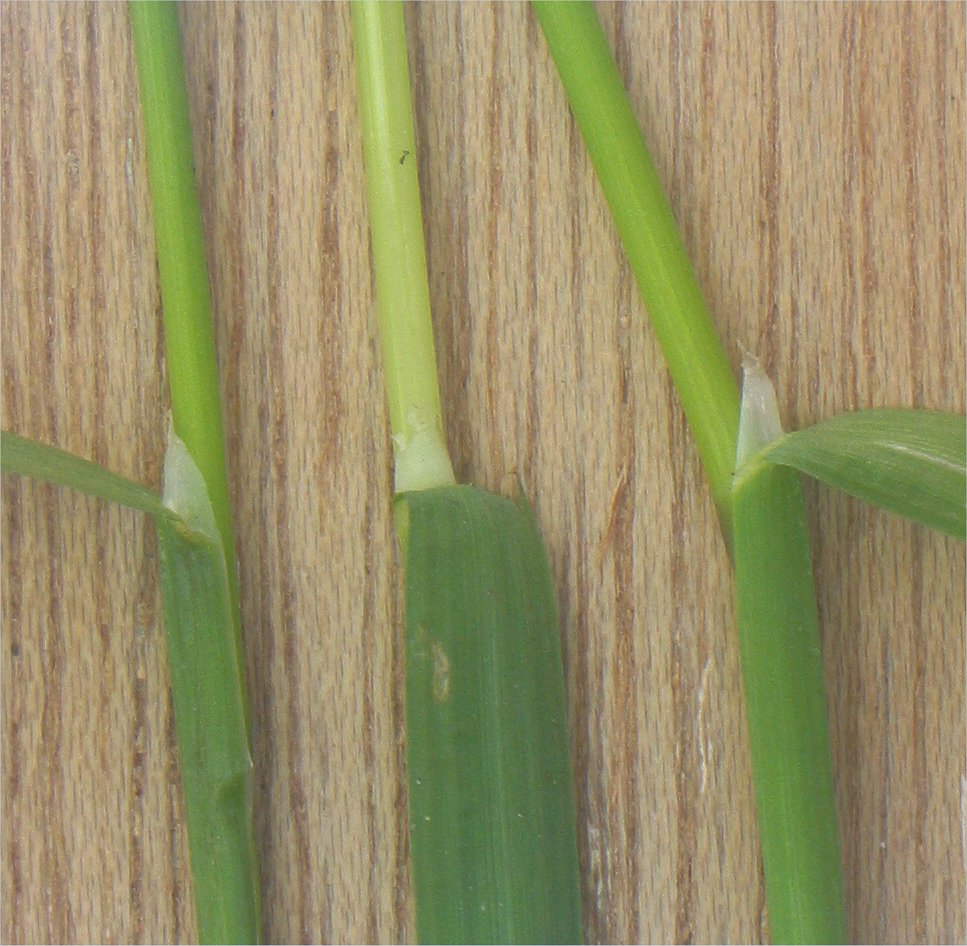
Blatthäutchen (Ligula)

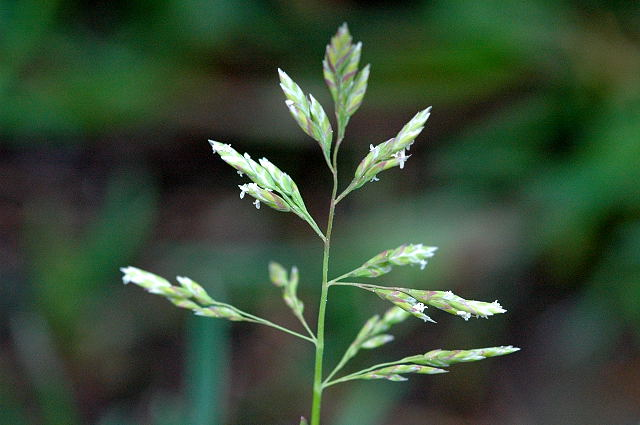
Blütenstand

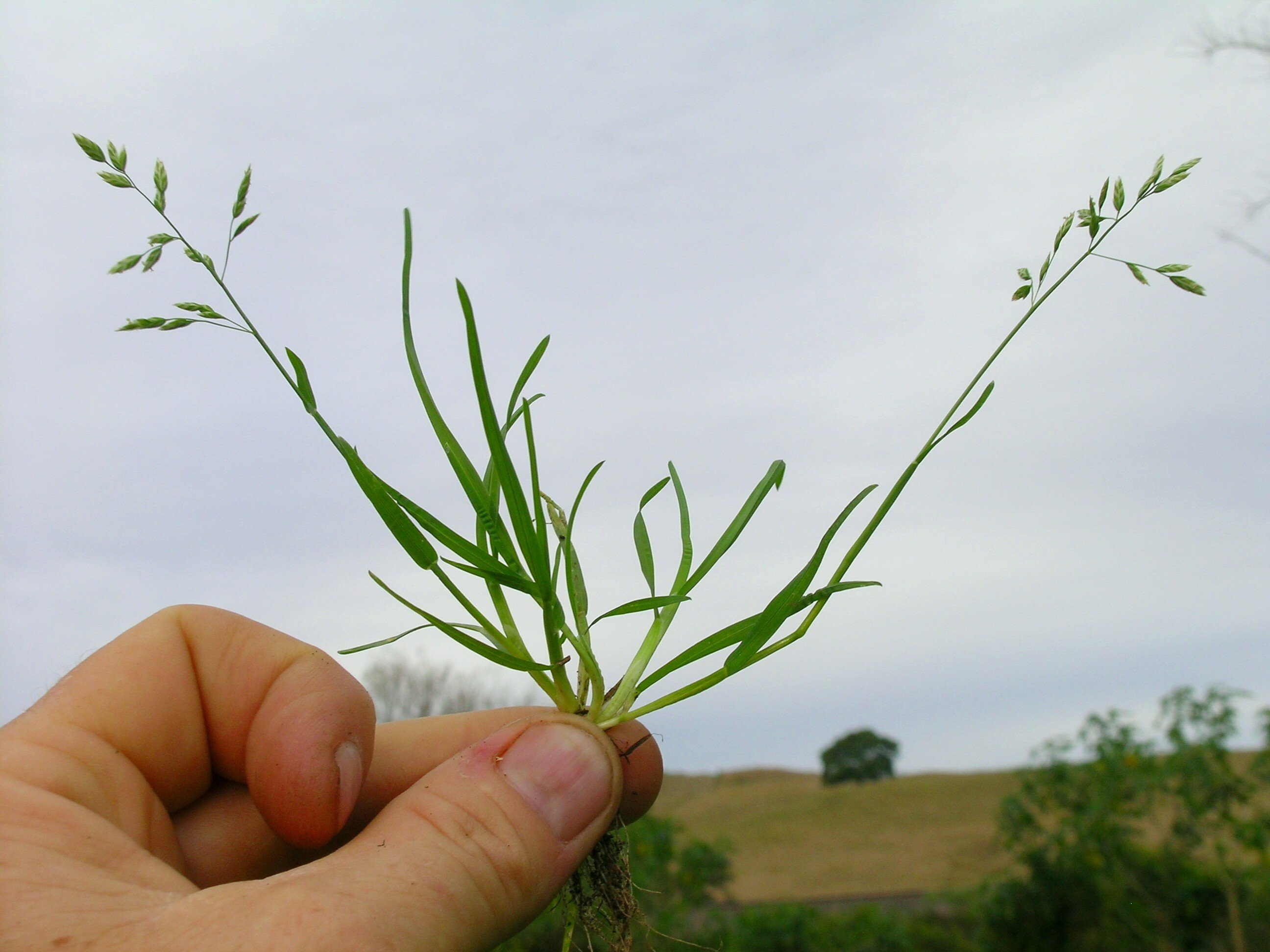
Habitus

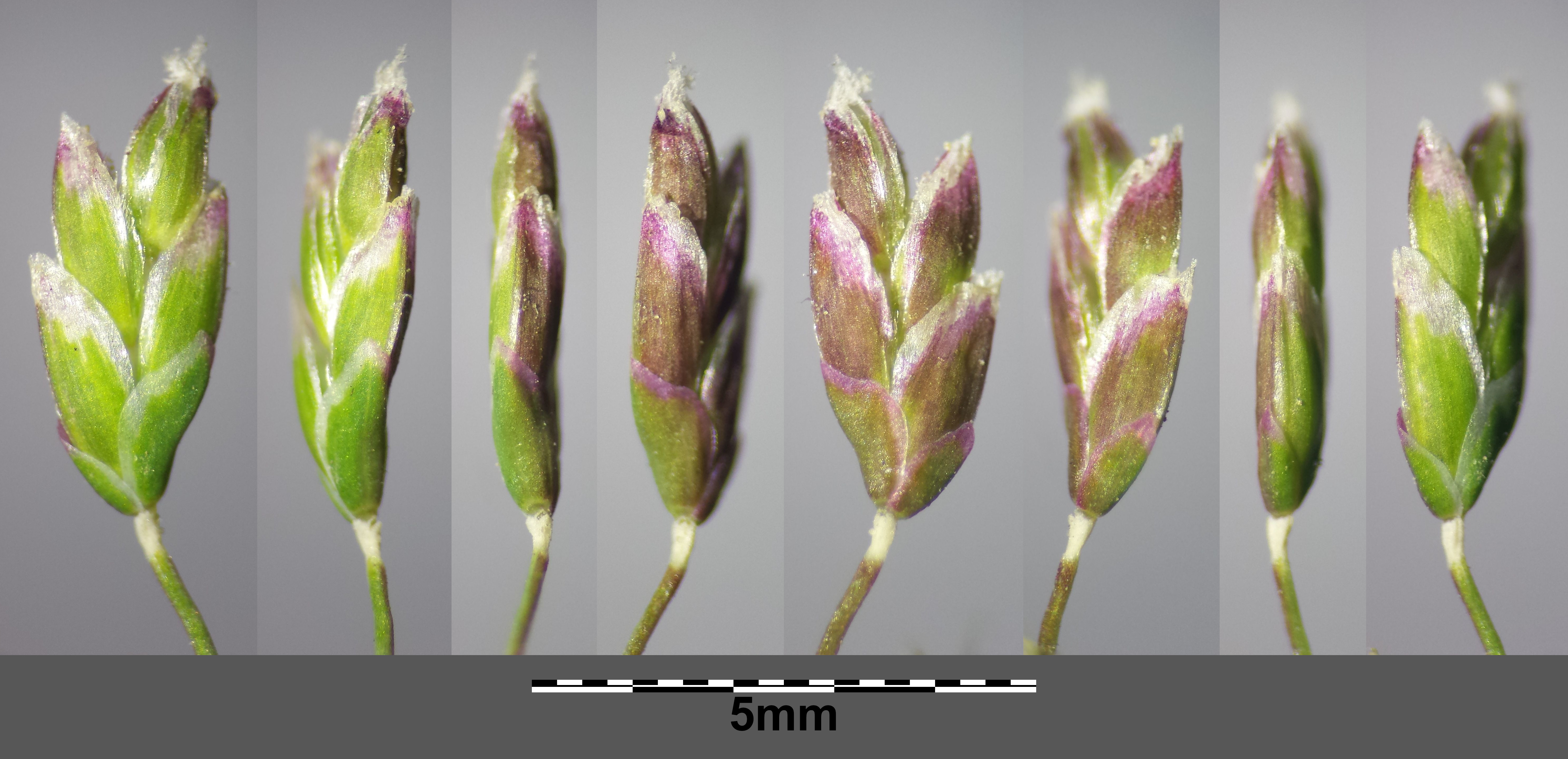
Ährchen von Poa annua subsp. annua

### Vegetative Merkmale
Das Einjährige Rispengras wächst als einjährige krautige Pflanze und bildet kleine Horste, die mit Wuchshöhen von 5 bis 30 (maximal 50) Zentimetern, meist jedoch 10 bis 15 Zentimetern eine vergleichsweise geringe Größe besitzen. Die Halme sind niederliegend und dann mit einigen Knicken an den Halmknoten aufsteigend oder aufrecht. An den Knoten (Nodien) können sich Wurzeln ausbilden.
Die hellgrünen bis grünen Laubblätter sind in Blattscheide und Blattspreite gegliedert. Das weiße Blatthäutchen (Ligula) ist 1 bis 3 Millimeter lang und an der Blattscheide herablaufend. Die einfache Blattspreite ist 2 bis 12 Zentimeter lang und 1 bis 4 Millimeter breit und besitzt eine kurze, für die Gattung charakteristische kahnförmige Spitze.

### Generative Merkmale
Der locker ausgebreitete, manchmal etwas einseitswendige, rispige Blütenstand ist 2 bis 8 (bis 12) Zentimeter lang. Die Rispenäste gehen einzeln oder paarweise von der Hauptachse ab. Sie sind schräg aufrecht oder abstehend und nach der Blütezeit meist herabgeschlagen.  Die Ährchen sind 3- bis 6- (bis 10-) blütig, 3 bis 8 (bis 19) Millimeter lang und seitlich zusammengedrückt, grün oder selten violett überlaufen. Die unteren Blüten sind zwittrig, die oberen 1 bis 2 weiblich. Die untere Hüllspelze ist einnervig, 1,5 bis 3 Millimeter lang, die obere dreinervig und 2,5 bis 4 Millimeter lang. Die Deckspelzen sind fünfnervig und 2,5 bis 4 Millimeter lang, häutig, gekielt, mit auffallend breiten weißlichen Rändern. Die Vorspelzen sind etwas kürzer als die Deckspelzen und sind auf den Kielen fast in der ganzen Länge dicht mit langen, zuletzt abstehenden Haaren besetzt. Die Staubbeutel sind offen 0,4 bis 0,8 und geschlossen 0,8 bis 1,2 Millimeter lang.
Die Rispen werden bei passendem Wetter das ganze Jahr über gebildet.
Die Karyopsen sind von den bleibenden, steifhaarigen Spelzen umgeben
Die Chromosomenzahl beträgt 2n = 28.

## Ökologie
Das Einjährige Rispengras ist ein sommer- oder winterannueller Therophyt oder eine ausdauernde Horstpflanze.
Es erfolgt Selbstbestäubung sowie Windbestäubung nach dem „Langstaubfädigen Typ“. Das Einjährige Rispengras hat keine Blühperiodizität und ist daher auch ein Schneeblüher. Einjährige Formen der Art können bereits nach 45 bis 60 Tagen blühen. Die Anthese beginnt an der Spitze der Rispe und schreitet nach unten fort.
Die ganzjährig reifende Karyopsen sind nur 0,2 bis 0,4 mg schwer. Meist erfolgt Trittausbreitung (als Wasserhafter). Daneben erfolgen Menschenausbreitung, Ausbreitung durch Vögel, als Windstreuer und Ballonflieger, Verdauungsausbreitung sowie Ausbreitung durch Ameisen  (beispielsweise durch Rasenameisen). Fruchtreife beginnt ab Mai. Die Karyopsen sind Lichtkeimer.
Vom Vieh wird das Einjährige Rispengras wegen seiner geringen Größe nicht gefressen, solange noch hoch wachsende Futterpflanzen vorhanden sind. Auf Weiden deutet seine Anwesenheit folglich auf eine Überweidung hin.

## Vorkommen
Beim Einjährigen Rispengras handelt es sich um eine kosmopolitische Art. Sie wächst in den Tropen hauptsächlich in den Gebirgen. Sie ist eine der wenigen Samenpflanzen, die auch in der Antarktis vorkommen, aber hier erst seit wenigen Jahrzehnten. Sie wurde dort erstmals 1953 am Ufer der Whalers Bay von Deception Island nachgewiesen. In Eurasien, im nördlichen, östlichen und zentralen Afrika ist die Art ursprünglich, im südlichen Afrika, in Australien, Neuseeland, Antarktika und Amerika ist sie ein Neophyt. In Europa kommt die Art in fast allen Ländern vor; es fehlen nur Nachweise in Lettland und Nordmazedonien.
Das Einjährige Rispengras kommt vom Tiefland bis ins Hochgebirge an Wegrändern, in Pflasterritzen, Gärten, Äckern, Trittfluren überall häufig vor. Sie ist die Charakterart von Trittrasengesellschaften (Polygono-Poetea). Sie gedeiht am besten auf stickstoffreichen, schweren Böden, wächst aber auch auf sandigem Boden. Man findet sie in Innenstädten ebenso wie in naturnahen Gebieten. Sie steigt am Großen St. Bernhard bis 2569 Meter und am Stilfser Joch bis 2757 Meter Meereshöhe auf.

## Taxonomie und Systematik
Das Einjährige Rispengras wurde 1753 von Carl von Linné in Species Plantarum Tomus I, S. 68 als Poa annua erstbeschrieben. Ein Synonym der Art ist Ochlopoa annua (L.) H.Scholz.
Thomas Gaskell Tutin hat 1957 durch genetische Versuche herausgefunden, dass das Einjährige Rispengras eine allotetraploide Art ist, die aus Frühlings-Rispengras (Poa infirma) und Läger-Rispengras (Poa supina) entstanden ist.
Es können folgende Unterarten unterschieden werden:
- Poa annua L. subsp. annua (Syn.: Ochlopoa annua (L.) H.Scholz subsp. annua)
- Poa annua subsp. notabilis Chrtek & V. Jirásek (Syn.:Ochlopoa annua subsp. notabilis (Chrtek & V. Jirásek) H. Scholz & Valdés): Sie kommt in der Slowakei vor.[5]
- Poa annua subsp. pilantha (Ronniger) H. Scholz (Syn.: Ochlopoa annua subsp. pilantha (Ronniger) H. Scholz & Valdés): Sie kommt in Marokko, Tunesien, Libyen, Spanien, Italien, Griechenland und in der Schweiz vor[5] und wurde auch in Österreich nachgewiesen.[7]
- Poa annua subsp. raniglumis (S.E. Fröhner) Chrtek (Syn.: Poa annua var. raniglumis S.E. Fröhner; Ochlopoa annua subsp. raniglumis (S.E. Fröhner) H. Scholz & Valdés, Ochlopoa raniglumis (S.E.Fröhner) Bomble): Sie kommt in Deutschland, in der Schweiz und auf La Palma vor.[5] Bei ihr sind die Vorspelzenkiele kahl oder fast kahl.[2]